# Juan José Fuentes
Pour les articles homonymes, voir Fuentes.
Juan José Fuentes, né le 2 juillet 1965 à Toulouse, est un boxeur français. 
En 1993, il obtient le titre de Champion du Monde en Boxe française savate et un an plus tard celui de Vice-champion d’Europe.